# Alix z Montmorency
Alix z Montmorency (1173 – 24. února 1221) byla dcerou Boucharda IV. z Montmorency a manželkou Simona IV. z Montfortu.

## Život
Roku 1190 se Alix provdala za Simona z Montfortu a povila mu pravděpodobně sedm dětí. Prvorozený syn Amaury dostal otcovo panství nedaleko Paříže, mladší Guy zemřel při obléhání Castelnaudary a nejmladší Simon získal anglickou část rodového majetku. Dcera Petronila se stala abatyší v cisterciáckém klášteře a Amicia založila klášter Montargis.
Alixin manžel Simon se zúčastnil křížové výpravy do Svaté země a také křížové výpravy na francouzský jih. Roku 1209 se díky papežskému legátovi Amaurymu stal pánem nad dobytým panstvím uvězněného Raimunda Rogera Trencavela. Uvězněný vikomt záhy příhodně zemřel a po odchodu hlavních sil kruciáty se Simonovo čerstvě získané panství plné katarů začalo bouřit. Propukaly menší i větší partyzánské bojůvky a další křižáci odcházeli zpět domů.

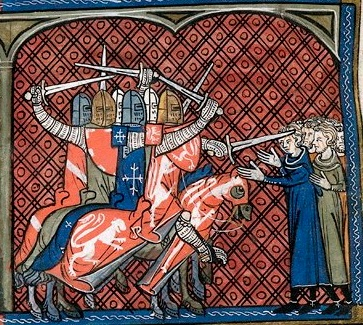
Vraždění albigenských (Kronika ze Saint-Denis)

Posily manželovi ze severu Francie přivedla Alix. Naverbovala vojáky a získala pro výpravu rytíře z Ile-de-France, Anjou a Champagne. Doprovázela křižáky při harcování po katarském území. Při obléhání Minervy v létě roku 1210 vyprosila milost pro tři mladé ženy, které se tak nestaly obětí plamenů. Languedočtí šlechtici se nechtěli nechat zlomit. Pierre Roger z Cabaretu měl dokonce v zajetí Alixina bratrance Boucharda z Marly. Pán z Marly získal svobodu od svého věznitele po pádu hradu Termes. Křižáci dál táhli krajem, věšeli a upalovali albigenské a zabavovali majetek.
Roku 1217 opustil Montfort Toulouse a věnoval se obléhání Montagaillardu. Po jeho dobytí se vydal pronásledovat mladého Raimonda VII. z Toulouse a zatím Raimond VI. z Toulouse obsadil ve spolupráci s obyvateli Toulouse. Ve městě byly vyvražděni Montfortovi příznivci a jediným křižáckým opěrným bodem byl Narbonský hrad obsazený Alix s družinou. Alix nechala pevně uzavřít hradní brány, nachystala obranu a poslala posla za svým mužem.
| „                        | Příteli, sdělte hraběti slovo bolestivé, že ztratil Toulouse, syna i ženu, a jestli se zdrží v Montpellieru, nespatří ani mne, ani syna živé, a jestli se bude po ztrátě Toulouse dál snažit dobývat Provence, bude tkát pavučinu, která nestojí ani za denár. | “ |
| — Chanson de la croisade | |   |

Posel zastihl Simona poblíž Saint-Gilles, když se chystal vtrhnout do Provence. Vrátil se a marně obléhal město mnoho měsíců. Nechal povolat posily z celé Francie, věrná Alix opět spěchala v čele vojska k Toulouse. Montfort byl 25. června 1218 zasažen střelou z kamenometu.
Simonovým nástupcem se díky papežským legátům stal syn Amaury, ale město se nevzdalo. Alix marně vznášela požadavky na papeže a francouzského krále, aby hájili rodinné nároky na francouzský jih. Svého manžela přežila o tři roky a byla pohřbena v klášteře Haute-Bruyère.